# Похрестини
Похрестини (Продирини, Очедирини) — святкування другого дня хрестин.
Того самого дня що й Зливки, роблять і Похрестини. Зливки &mdahs; свято баби, Похрестини — свято породілі. На Чигиринщині похрестини починалися так: кум, або баба, кладе на покуті, як і перед хрестинами, кожух вовною нагору. На столі — страва. Просять гості, а як де, то баба, або кум, породілю-матір сісти на покуті. Вона ото й сідає на той кожух. Його кладуть, як і перед хрестинами для того, що «так годиться», а то таки, щоб і породілі було м'ягше сидіти. Дитяткові також підкладають кожух, щоб м'якше й зручніше було його підіймати «на многая літа». Як сяде отже породілля, то їй кума, або баба, подає дитинку на руки, і тоді всі сідають, як звичай велить: старші коло неї з правого й лівого боку, батько й мати, як і перше перед гістьми. Батько повинен вітати гостей. Баба сідає біля породілі з правого боку
Як усілись усі, баба дає в руки породілі пляшку з горілкою, а сама держить чарку. Породілля наливає, а баба частує. Перше породіля п'є так собі. Здоровкається, як випадає: Будьмо здорові, хазяїне, і ви, бабусю, і ви, куме й кумо! Спасибі, що не поцурались нашої хати. Дай-же Боже, щоб діждалися могорич цей пити і за женінням, щоб оце росло та батькові чолом давало, а хрещеному (батькові) вечерю носило, та виросло і у пригоді було нам і людям!. — «Посилай, Боже!» П'є звичайно повну. Потім оддає чарку бабі і їй наливає, а баба підносить або вряд, або батькам, як є, то своїм, то чоловіковим, а якщо то хазяїнові зараз по собі. А потім по старшині, та по честі, але скоріше усього підряд, лиш одному чоловікові наперед. От як дочастує баба, і треба вже й їй випити, то поздоровкається і каже: «Посилай Бог добра ковалеві й ковалисі (себто батькові й матері) і тій бабі. що була при тім лисі». Частування й поздоровкання йдуть далі. Дехто, випиваючи й бажаючи, бризкає в стелю. Коли все вип'ють і все наставлене з'їдять, буває ще й складчина. Кожний щось дасть, куплять ще горілки і кружляють далі. Але тоді вже породіля може не сидіти на покуті: її роль вже скінчилася, і складчина іноді відбувається і не в хаті, а десь у садку, залежно від погоди (МУЕ НТШ. УІІ, 201—03; Перв. Громад. 1926, І. 204).